# (32302) Mayavarma
(32302) Mayavarma est un astéroïde de la ceinture principale.

## Description
(32302) Mayavarma est un astéroïde de la ceinture principale. Il fut découvert le 25 août 2000 à Socorro par le projet LINEAR. Il présente une orbite caractérisée par un demi-grand axe de 2,21 UA, une excentricité de 0,11 et une inclinaison de 5,8° par rapport à l'écliptique.

## Compléments